# Kai Cheng Thom
Kai Cheng Thom, née le 12 mars 1991, est une écrivaine, performeuse, poétesse et travailleuse sociale canadienne. Elle est l'autrice de plusieurs recueils de poèmes, de livres pour enfants, et d'un roman. Elle remporte en 2017 le prix Dayne Ogilvie (en) pour son ouvrage Fèms magnifiques et dangereuses et en 2020 le Publishing Triangle Award for Trans and Gender-Variant Literature pour I Hope We Choose Love.

## Biographie
Kai Cheng Thom naît d'une famille d'origine chinoise le 12 mars 1991. Enfant, elle lit de nombreux livres d'auteurs issus de la diaspora chinoise, dont Laurence Yep.
Kai Cheng Thom obtient un master's degree en travail social à l'Université McGill. Elle travaille pendant quatre ans comme praticienne clinique, avant de devenir médiatrice et consultante autour des questions de justice sociale. Elle enseigne à l'Institute for the Study of Somatic Sex Education.
En 2014, Kai Cheng Thom cofonde, avec Kota Harbron, la Monster Academy: Mental Health Skills for Montreal Youth, un programme de formation sur la santé mentale destiné aux jeunes, basé à Montréal,,.
Kai Cheng Thom performe sous le nom de scène Lady Sin Trayda,. En 2016, elle joue la performance musicale et poétique Hard Femme, High Power au Cagibi Café à Montréal. Elle participe au Vancouver Poetry Slam, au Canadian Festival of Spoken Word (en), et est finaliste du Verses International Poetry Festival 2012.
En 2018, elle intervient comme principale conférencière au symposium Rebel Knowledge.
En 2021, elle crée le Loving Justice Framework, un modèle de résolution de conflit inspiré par les concepts d'abolition de la prison et de justice transformatrice, autour duquel elle donne des interventions.

## Carrière littéraire
Kai Cheng Thom effectue plusieurs résidences artistiques, au Banff Centre for Arts and Creativity (en), à Eventual Ashes et à la Anchor Archive Zine Library (d) . Le thème de la monstruosité est très présent dans ses œuvres, notamment dans son roman Fierce Femmes and Notorious Liars et dans son recueil Falling Back in Love With Being Human. Elle lie la figure polysémique du monstre à son expérience de femme trans issue de la diaspora.
Son premier recueil, Giving Birth to Yourself: Poems for Combat, parait en 2015.
En 2017, elle son premier livre pour enfants, From the Stars in the Sky to the Fish in the Sea, illustré par Emily Yee Clare et Wai-Yant Li (d) , chez Arsenal Pulp Press (en),. Il traite de la différence et d'amour de soi, à travers le parcours d'un enfant non-binaire. Il est traduit sous le titre L’enfant de fourrure, de plumes, d’écailles, de feuilles et de paillettes par Kama La Mackerel en 2019. En 2020, l'autrice britannique Julie Andrews plébiscite le livre dans son podcast Julie’s Library.
Son second livre pour enfants, For Laika: The Dog Who Learned the Names of the Stars, illustré par Kai Yun Ching, parait en 2021.

### Fèms magnifiques et dangereuses: Mémoires affabulées d’une fille trans
En novembre 2016, Kai Cheng Thom publie Fierce Femmes and Notorious Liars: A Dangerous Trans Girl’s Confabulous Memoir. Il s'agit de l’un des premiers livres publiés par Metonymy Press, maison d'édition canadienne queer et féministe,. Ce roman suit une jeune fille trans asiatique, qui fugue de chez ses parents et rejoint une communauté de femmes trans, dans un cadre réaliste ponctué d'éléments fantastiques (fantômes, sirènes...).
Pour l'universitaire Steph Berens, Fierce Femmes and Notorious Liars s'inscrit dans un tournant critique de la littérature trans. Le roman hybride plusieurs formes narratives et genres littéraires (notamment le réalisme magique), et, en explorant le concept de communauté trans, propose un renouveau des récits sociaux associés à la transidentité. Il explore également la place de la violence politique dans le militantisme.
Dans le cadre du 29e prix Lambda Literary, Fierce Femmes and Notorious Liars est finaliste pour le prix Lambda Literary de la Fiction transgenre. En 2017, il remporte le prix Dayne Ogilvie (en), qui récompense de jeunes auteurs LGBTQ.
En 2019, Emma Watson choisit Fierce Femmes and Notorious Liars pour les mois d'avril et mai de son club de lecture.
En 2021, Fierce Femmes and Notorious Liars est traduit en français par Kama La Mackerel sous le titre Fèms magnifiques et dangereuses : Mémoires affabulées d’une fille trans, aux Éditions XYZ,. 

### A Place Called No Homeland
En 2018, Kai Cheng Thom publie le recueil de poésie A Place Called No Homeland. Ce livre est centré sur les expériences de vie des femmes trans. A Place Called No Homeland reçoit le titre de Stonewall Book of Honor en 2018, à l'occasion des Stonewall Book Awards, et se classe finaliste du Publishing Triangle Award for Trans and Gender-Variant Literature 2017. En 2018, le livre fait partie des finalistes du prix Lambda Literary de la poésie transgenre.

### I Hope We Choose Love: A Trans Girl's Notes from the End of the World
En 2019, Kai Cheng Thom publie son premier livre de non-fiction, I Hope We Choose Love: A Trans Girl's Notes from the End of the World. Cet ouvrage mélange des poèmes avec des essais personnels de l'autrice, et s'intéresse aux dynamiques internes à la communauté queer. En 2020, I Hope We Choose Love remporte le Publishing Triangle Award for Trans and Gender-Variant Literature et reçoit lui aussi le titre de Stonewall Book of Honor.

### Falling Back in Love With Being Human: Letters to Lost Souls
En 2023, Kai Cheng Thom publie Falling Back in Love With Being Human: Letters to Lost Souls chez Penguin Random House Canada. Il s'agit d'un recueil de lettres adressées à diverses figures, incluant des personnes trans, des féministes radicales excluant les personnes trans dont J. K. Rowling, mais aussi des versions passées et futures de l'autrice. Le texte présente une forme hybride, qui mêle les registres épistolaire, poétique et oral. Il traite de la monstruosité, mais aussi du travail du sexe, de la fusillade du 16 mars 2021 à Atlanta, de l'hypervisibilité et de l'hypersexualisation des femmes trans dans et en dehors des communautés queers.
En 2024, Falling Back in Love With Being Human fait partie des finalistes du Pat Lowther Award (en).

## Œuvres
- Giving Birth to Yourself: Poems for Combat, 2015
- L’enfant de fourrure, de plumes, d’écailles, de feuilles et de paillettes, Dent-de-lion, 2019 (Giving Birth to Yourself: Poems for Combat, Arsenal Pulp Press, 2017  (ISBN 9781551527093)), trad. Kama La Mackerel, 40 p.  (ISBN 9782924926017)Écrit avec Kai Yun Ching et Wai-Yant Li.
- Fèms magnifiques et dangereuses : Mémoires affabulées d’une fille trans, Éditions XYZ, 2021 (Fierce Femmes and Notorious Liars: A Dangerous Trans Girl's Confabulous Memoir, Metonymy Press, 2016  (ISBN 9780994047137)), trad. Kama La Mackerel, 216 p.  (ISBN 9782897723132)
- A Place Called No Homeland, Arsenal Pulp Press, 2017, 88 p.  (ISBN 9781551526799)
- I Hope We Choose Love: A Trans Girl's Notes from the End of the World, Arsenal Pulp Press, 2019, 144 p.  (ISBN 9781551527758)
- For Laika: The Dog Who Learned the Names of the Stars, Arsenal Pulp Press, 2021, 40 p.  (ISBN 9781551528625)Écrit avec Kai Yun Ching.
- Falling Back in Love With Being Human: Letters to Lost Souls, Dial Press Trade Paperback, 2023, 176 p.  (ISBN 9780593594988)

## Prix et distinctions
- 2017 : prix Dayne Ogilvie (en) pour Fèms magnifiques et dangereuses[14]
- 2018 : Stonewall Book of Honor pour A Place Called No Homeland[19]
- 2020 :  Publishing Triangle Award for Trans and Gender-Variant Literature pour I Hope We Choose Love[23]
- 2020 : Stonewall Book of Honor pour I Hope We Choose Love[24]